# Paul Verhoeven
Paul Verhoeven (født 18. juli 1938 i Amsterdam, Holland) er en hollandsk filminstruktør, virksom i Hollywood.
I hjemlandet lavede han bl.a. Turks Fruit (Tyrkisk frugt, 1973), Spetters (1980) og De vierde man (Den fjerde mand, 1983). Efter actionfilmen Flesh + Blood (Den vilde kriger, 1985) var han i ti år et af Hollywoods største instruktørnavne med biografsuccesen RoboCop (1987), actionfilmen Total Recall (Sidste udkald, 1990) med Arnold Schwarzenegger, og thrilleren Basic Instinct (Iskoldt begær, 1992) med Sharon Stone og Michael Douglas. Han har senere lavet film som Starship Troopers (1997), Hollow Man (2000) og the Black Book fra 2006.